# Tug of War (álbum de Carly Rae Jepsen)
Tug of War es el álbum de estudio debut de la cantautora canadiense Carly Rae Jepsen, que quedó tercera en la quinta temporada de Canadian Idol. El álbum está producido por el productor discográfico y compositor canadiense Ryan Stewart. Inicialmente, el álbum fue lanzado de forma limitada en Canadá en el sello independiente MapleMusic Recordings a través de Fontana North el 30 de septiembre de 2008. Sin embargo, posteriormente fue editado por el sello canadiense 604 Records, tras el fichaje de Jepsen por el sello en 2011, incluyendo un lanzamiento digital en iTunes Store de Estados Unidos el 14 de junio. En 2013, el álbum se publicó en CD en Estados Unidos, a través de la distribución de Alliance Entertainment. En julio de 2015, el álbum fue lanzado en vinilo en Europa.

## Promoción y lanzamiento
El sencillo principal del álbum, una versión de la canción de John Denver «Sunshine on My Shoulders», fue lanzado en iTunes Store el 16 de junio de 2008. El segundo sencillo, «Tug of War», se publicó en iTunes Store el 16 de septiembre de 2008, y alcanzó el número 36 en el Canadian Hot 100. El vídeo musical se estrenó en enero de 2009. El tercer sencillo, «Bucket», alcanzó el número 32 en la lista Canadian Hot 100, y samplea la canción infantil «There's a Hole in My Bucket», cuyo vídeo musical se publicó en mayo de 2009. El cuarto y último sencillo del álbum fue «Sour Candy», que cuenta con la participación de Josh Ramsay de Marianas Trench en la versión sencillo. Ramsay también produjo esta última canción y es la única canción del álbum que no fue producida por el productor principal del álbum Ryan Stewart.
A 25 de junio de 2012, el álbum ha vendido 10.000 copias en Canadá.

## Lista de Canciones
Todas las canciones escritas y compuestas por Carly Rae Jepsen y Ryan Stewart, excepto donde se indica. Todas las canciones son producidas por Ryan Stewart, excepto por "Sour Candy", producida por Josh Ramsay. 
| N.º   | Título                                                            | Duración |  |
| 1.    | «Bucket»                                                          | 2:51     |  |
| 2.    | «Tug of War»                                                      | 3:44     |  |
| 3.    | «Money and the Ego»                                               | 3:10     |  |
| 4.    | «Tell Me»                                                         | 2:20     |  |
| 5.    | «Heavy Lifting»                                                   | 3:41     |  |
| 6.    | «Sunshine on My Shoulders» (John Denver, Dick Kniss, Mike Taylor) | 3:35     |  |
| 7.    | «Worldly Matters»                                                 | 3:21     |  |
| 8.    | «Sweet Talker»                                                    | 2:56     |  |
| 9.    | «Hotel Shampoos»                                                  | 2:52     |  |
| 10.   | «Sour Candy» (Jepsen, Josh Ramsay)                                | 3:01     |  |
| 31:31 |                                                                   |          |  |

| Physical reissue |                                |          |  |
| N.º              | Título                         | Duración |  |
| 10.              | «Sour Candy» (con Josh Ramsay) | 3:02     |  |
| 31:32            |                                |          |  |

| Japanese deluxe edition bonus tracks |                                          |          |  |
| N.º                                  | Título                                   | Duración |  |
| 11.                                  | «I Still Wonder» (Acoustic)              | 1:40     |  |
| 12.                                  | «Tug of War» (Dave "Rave" Ogilvie Remix) | 4:02     |  |
| 13.                                  | «Sour Candy» (con Josh Ramsay)           | 3:02     |  |
| 40:15                                |                                          |          |  |

## Créditos y Personal
Créditos adaptados de Tidal.
- Carly Rae Jepsen - voz principal
- Ryan Stewart - banjo, bajo, palmas, programación de batería, batería, guitarra, teclados, percusión, efectos de sonido, voces, producción, ingeniería, mezcla
- Josh Ramsay - bajo, batería, guitarra, teclados, voz de fondo, producción, ingeniería
- João Carvalho - masterización
- Rico Amezquita - foto de portada, fotografía
- Mario Vaira - diseño, fotografía

## Historial de Lanzamiento
| Región         | Fecha                    | Discográfica                         | Formatos             | Versión   |
| -------------- | ------------------------ | ------------------------------------ | -------------------- | --------- |
| Canada         | 30 de septiembre de 2008 | MapleMusic Recordings, Fontana North | CD, Descarga digital | Original  |
| Canada         | 2011                     | 604 Records, Universal Music Canada  | CD, Descarga digital | Reedición |
| Canada         | 24 de julio de 2015      | 604 Records                          | LP                   | Reedición |
| Japón          | 19 de mayo de 2010       | Surfrock International               | CD                   | Reedición |
| Estados Unidos | 14 de junio de 2011      | 604 Records                          | Descarga digital     | Reedición |
| Estados Unidos | 1 de octubre de 2013     | 604 Records, Alliance Entertainment  | CD                   | Reedición |
| Europa         | 10 de julio de 2015      | 604 Records                          | LP                   | Reedición |